# Децата на въздушния Бъд
„Децата на въздушния Бъд“ (на английски: Air Buddies) е американска спортна комедия от 2006 г. на режисьора Робърт Винс. Това е шестият филм от поредицата „Въздушният Бъд“ и първият издаден директно на видео спин-оф поредица Air Buddies, който се разказва за живота на самотен тийнейджър и неговото куче.
Премиерата на филма излиза на 12 декември 2006 г.

## В България
В България филмът е издаден на DVD на 13 юли 2009 г. от Тандем Видео.
Излъчва се по Нова телевизия с български дублаж. Екипът се състои от:
| Озвучаващи артисти  | Христина Ибришимова Даниела Йорданова Лина Златева Христо Узунов Николай Николов Димитър Иванчев |
| Преводач            | Саша Добрева                                                                                     |
| Тонрежисьор         | Цветомир Цветков                                                                                 |
| Режисьор на дублажа | Димитър Кръстев                                                                                  |